# 자니베크 칸 (카자흐 칸국)

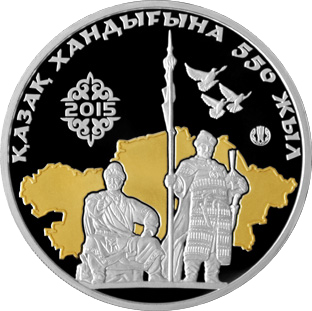

자니베크 칸(카자흐어: Жәнібек хан, Jánibek han, جٵنٸبەك حان, 생년 미상 ~ 1480년)은 킵차크 칸국의 칸으로 1422년부터 1427년까지 있다가, 1473년부터 1480까지 카자흐 칸국을 건국한 공동 설립자로서 두번째 칸으로 있었다.
자니베크는 바라크 칸(Barak)의 아들이었는데, 아버지 바라크 칸은 칭기즈 칸의 직계 후손이었다. 자니베크 칸의 계보로 보면 칭기즈 칸의 아들은 주치 칸(Juchi Khan)으로, 주치의 아들은 우즈 티무르(Uz-Timur, 우즈 티무르의 아들 호자(Khodja), 호자의 아들 바다쿤 우글란(Badakun-Uglan), 바다쿤 우글란의 아들 우루스(Urus) 칸, 우루스의 아들 로이르차크 칸(Loirchark-khan), 코이르차크 칸의 아들 자니베크 칸으로 전해진다.
자니베크의 아버지인 바라크 칸은 백장 칸국의 에미르들에게 독살당했는데, 자니베크 칸은 카자흐 칸국의 공동 설립자로서 1465년부터 1466년까지 우즈베크인인 아불 카이르 칸에 반란을 일으켜 승리했다. 자니베크 칸은 자신의 친척 관계이자, 우루스 칸이 이끌던 시기의 백장 칸국에서 갈라져 나온 케레이(Kerei)족의 무리를 이끌었다. 그는 자유를 위해 헌신한다는 뜻으로 자신 본명 앞에 "아즈"(카자흐어로 '자유'라는 뜻)라는 칭호를 붙여 "아즈 자니베크"라 불렀다. 그의 아들이었던 카심 칸은 무리를 위한 법을 문서로 나타내었다.

## 같이 보기
- 킵차크 칸국의 자니베크 칸 (생년 미상 ~ 1357년)

| 이전 케레이 칸 | 카자흐 칸 1473/4 – 1480년도 | 이후 부룬두크 칸 |